# Marigona Dragusha
Marigona Dragusha, também conhecida como Gona Dragusha (Pristina, Kosovo, 23 de setembro de 1990) é a Miss Kosovo 2009 e representante do país no Miss Universo 2009, onde ficou em terceiro lugar.
Marigona Dragusha ganhou o título de Miss Kosovo em 4 de abril de 2009.